# Бебра (город)
Бебра (нем. Bebra) — город в Германии, в земле Гессен. Подчинён административному округу Кассель. Входит в состав района Херсфельд-Ротенбург. Население составляет 13 789 человек (на 31 декабря 2010 года). Занимает площадь 93,63 км². Официальный код — 06 6 32 003.

## География
Бебра находится в округе Херсфельд-Ротенбург примерно в 45 км к юго-остоку от Касселя на реке Фульда. На севере его окружают горы Штёльцингер, на востоке — горы Рихельсдорфер, на юго-востоке — Зойлингсвальд, а на юго — Кнюлль. Крупнейшими соседними городами являются Ротенбург и Бад-Херсфельд.
В районе города Бебра в Фульду впадают реки Бебра, Зольц, Людер и Ульфе; в Ульфе впадает река Иба. 
Бебра граничит с муниципалитетами Корнберг, Нентерсхаузен, Ронсхаузен, Людвигзау и Ротенбург.

## История
Название «Бебра» произошло от нем. Biberaho («Деревня на реке Бобр»; Biber до сих пор означает «бобр» на немецком языке). Поначалу город назывался Бибера (нем. Bibera), а затем и по сегодняшний день — Бебра. Первое документальное упоминание относнтом был реестр имущества аббатства Херсфельд под названием Breviarium sancti Lulli. В этом документе имущество монастыря в Бебре записано в табличке 2, относящейся к периоду между 755 и 786 годами. В течение следующих нескольких столетий поселение оставалось фермерской деревней. Несмотря на то, что уже в то время в этом месте встречались важные транспортные потоки, впервые оно было названо ландграфской деревней в канцелярии Ротенбурга в 1386 г. С городом существовала связь на восток через Айзенах с Галле, а так-же почтовая дорога вдоль долины Фульды связывала регион с южной Германией. Тем не менее, в окрестностях в то время доминировал Ротенбург, расположенный примерно в шести километрах, который также имел статус небольшого жилого города примерно с 1470 года (Гессен-Ротенбург). Бебра была местом юрисдикции суда округа Ротенбург.
В середине XIX века город стал важным железнодоржным узлом. Население горола за 70 лет выросло с 1300 до 5063 в 1946 году. Статус города был выдан 20 сентября 1935 года президентом провинции Гессен-Нассау Филиппом, принцом Гессе.
Во времена ГДР в городе был контрольно-пропускной пункт между Западной и Восточной Германией.

## Фотографии

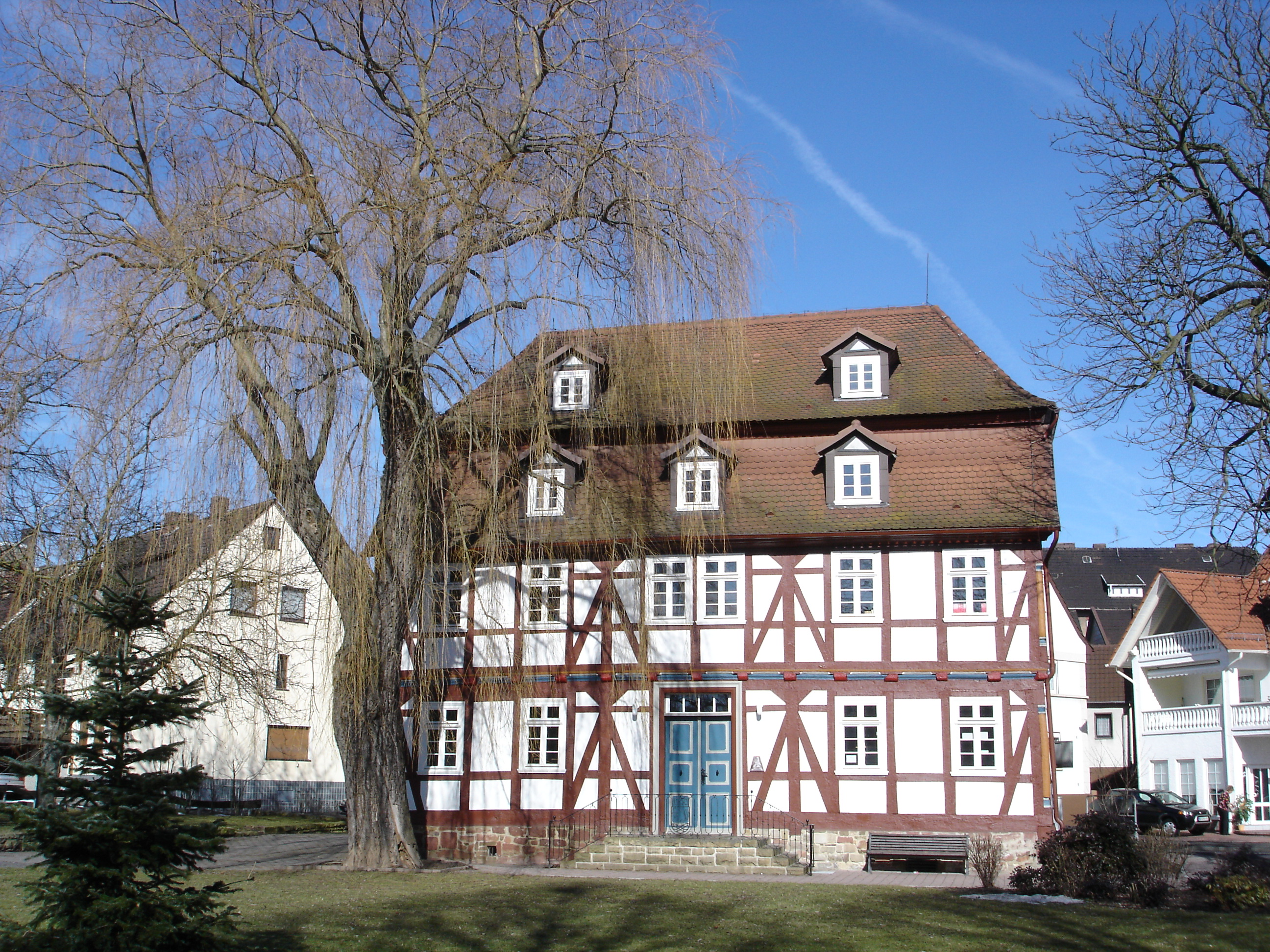
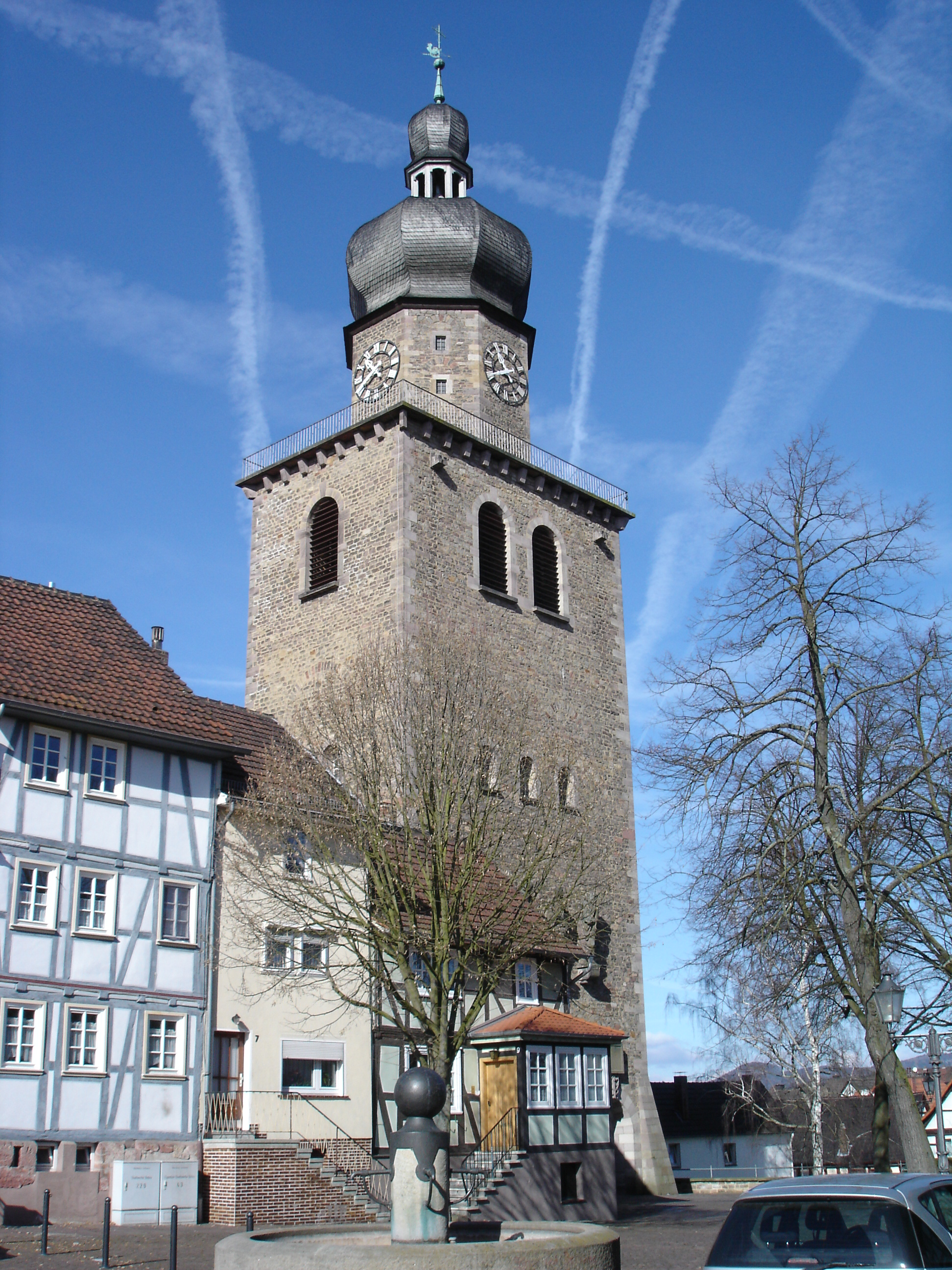
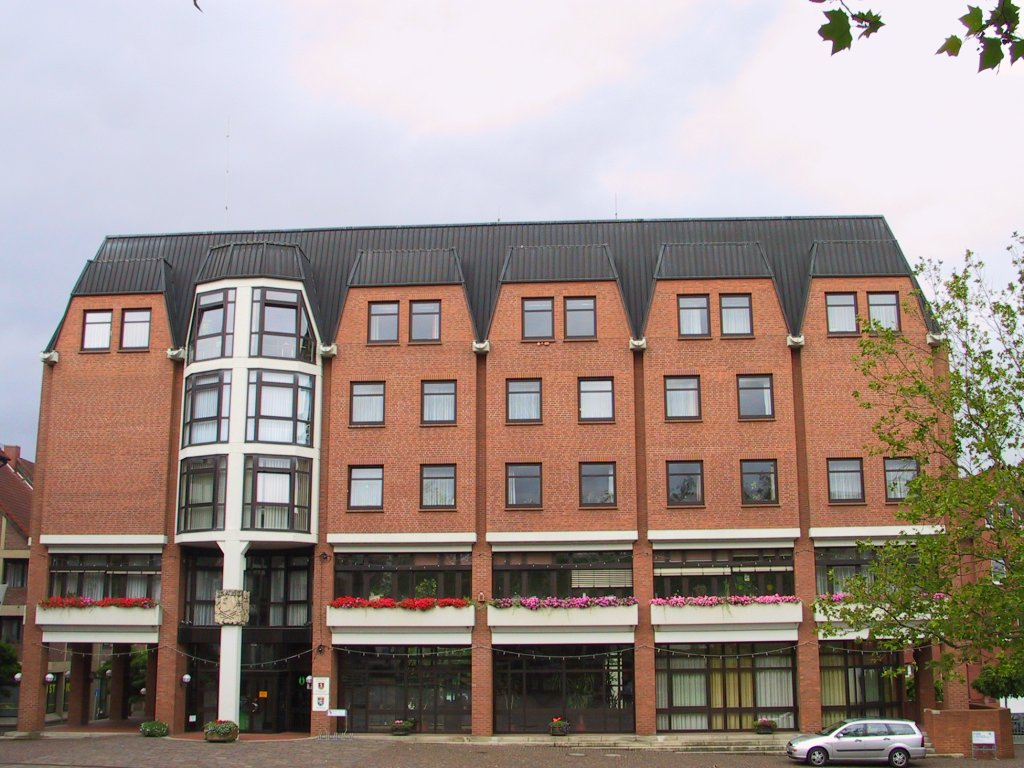
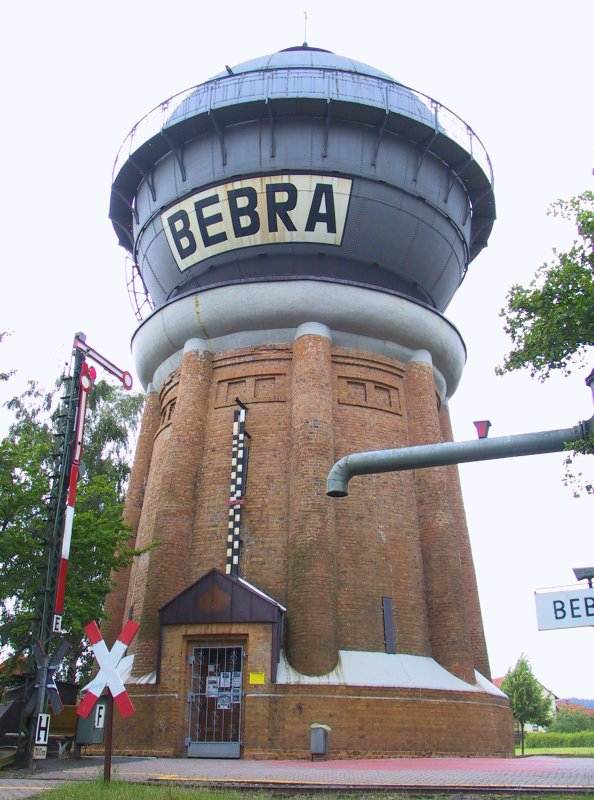